# Canadian Open 1966
Die Canada Open 1966 im Badminton fanden Anfang April 1966 in Québec statt.

## Finalergebnisse
| Disziplin    | Sieger                   | Finalist                      | Ergebnis           |
| ------------ | ------------------------ | ----------------------------- | ------------------ |
| Herreneinzel | Tan Aik Huang            | Yew Cheng Hoe                 | 15-11, 15-3        |
| Dameneinzel  | Judy Hashman             | Ulla Strand                   | 11-7, 11-7         |
| Herrendoppel | Ng Boon Bee Tan Yee Khan | Svend Pri Yew Cheng Hoe       | 12-15, 15-1, 17-14 |
| Damendoppel  | Judy Hashman Sue Peard   | Tyna Barinaga Caroline Jensen | 15-8, 14-17, 15-12 |
| Mixed        | Ng Boon Bee Ulla Strand  | Don Paup Helen Tibbetts       | 15-10, 15-9        |